# Hampea dukei
Hampea dukei là một loài thực vật có hoa thuộc họ Malvaceae.
Loài này chỉ có ở Panama.